# Pong (игра)
Pong — одна из ранних аркадных видеоигр. Это теннисная спортивная игра с использованием простой двумерной графики, разработанная и выпущенная фирмой Atari в 1972 году. Pong называют первой в истории коммерчески успешной видеоигрой, а с её именем связывают появление индустрии интерактивных развлечений.
Идею пинг-понга для создания игры предложил Нолан Бушнелл своему сотруднику, программисту Аллану Алькорну. В то время у Аллана не было опыта разработки игр, и Pong стал для него тренировочным проектом. Идея пинг-понга для видеоигр в то время уже была реализована в Magnavox Odyssey, и это привело к иску против Atari.
Во время рождественского сезона 1975 года Atari выпустила домашнюю версию Pong эксклюзивно для розничных магазинов Sears. Это обернулось коммерческим успехом и привело к появлению её клонов, таких как Color TV Game 6 от Nintendo, которая стала первой собственной приставкой для неё. Игра была переиздана на домашних и портативных платформах.

## Игровой процесс

Запись игрового процесса. Экран разделён посередине, левой ракеткой управляет левый игрок, а правой — правый. Ракетки двигаются по вертикали вверх и вниз. Точка рядом с линией посередине — мячик, который перемещается по полю, и задачей игроков является его отбитие. Сверху поля ведётся подсчёт полученных игроками очков

Pong является простым спортивным симулятором настольного тенниса. Небольшой квадратик, заменяющий пинг-понговый мячик, двигается по экрану по линейной траектории. Если он ударяется о периметр игрового поля, то его траектория изменяется в зависимости от угла столкновения. Если шарик отбивается ракеткой игрока, то его движение дополнительно зависит от скорости и направления движения ракетки. Управление ракетками в Pong осуществляется с помощью paddle-контроллера, управляющего посредством поворотом ручки вокруг своей оси. Периметр игрового поля обозначен краями экрана, а мячик не может покинуть поле через верхний или нижний край. В верхней части поля отображаются очки игроков, у каждого на своей половине экрана.
Игровой процесс состоит в том, что игроки передвигают свои ракетки вертикально для защиты своих ворот. В начале каждого раунда мячик подаётся одному из игроков, и раунд продолжается до тех пор, пока один из игроков не заработает очко. Это происходит тогда, когда его противник не может отбить мячик. Со временем игры скорость движения мячика постепенно увеличивается, и так игра усложняется. Особенностью игры является то, что ракетки не могут дойти до самого верха экрана и отбить мячик, если он туда попадает — в этом случае противнику засчитывается очко. Вся игра в Pong длится не более трёх-четырёх минут.
Первоначальная версия Pong разработана для двух игроков, когда каждый управляет своей ракеткой с помощью своего контроллера. В более поздних версиях игры стал доступен однопользовательский режим, когда одна из ракеток управляется компьютерным игроком.

## Разработка и история

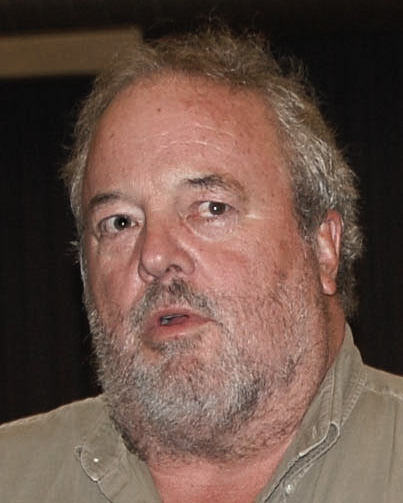
Инженер Atari Аллан Алькорн разработал Pong в качестве тренировочного проекта

Pong стал первой игрой, разработанной компанией Atari. После неудачного издания Computer Space Нолан Бушнелл решил создать новую компанию для того, чтобы издавать больше игр путём лицензирования идей другим компаниям. Первый контракт был заключён с Bally Manufacturing Corporation для создания гоночной игры. Вскоре после основания компании Бушнелл нанял Аллана Алькорна из-за его опыта в электротехнике и информатике; Бушнелл и Тед Дабни до этого работали с ним в Ampex. Опыта работы с видеоиграми у Алькорна до этого не было. Для того, чтобы ознакомить Алькорна с созданием игр, Бушнелл дал ему тренировочный проект. Сказав Алькорну, что заключил контракт с General Electric на продукт, Бушнелл попросил его создать простую игру с одной двигающейся точкой, двумя ракетками и цифрами для учёта очков. В 2011 году Бушнелл заявил, что он был вдохновлён предыдущими версиями электронного тенниса, в которые ему довелось играть. Так, в 1964 году во время учёбы в колледже Бушнелл играл в версию игры для компьютера PDP-1. Однако Алькорн утверждал, что игра была основана на игре для Magnavox Odyssey, которую Бушнелл видел в мае 1972 года при посещении Magnavox Profit Caravan в Бэрлингейме в Калифорнии. Хотя, по его мнению, игре недоставало качества, Бушнелл дал проект Алькорну.
Алькорн уже имел опыт работы с ТТЛ-микросхемами и сначала изучил чертежи Бушнелла, которые тот рисовал во время создания Computer Space. Их Алькорн счёл неразборчивыми и решил заняться проектированием исходя из своего инженерного опыта. Алькорн самостоятельно изменил базовые компоненты Бушнелла на менее дорогостоящие решения. Помимо этого, Алькорн посчитал, что предложенный Бушнеллом вариант игры слишком простой, поскольку шарик всегда отскакивает под одним и тем же углом. В Pong каждая из новых спроектированных ракеток перестала быть монолитной и уже состояла из восьми сегментов. Шарик в игре, в зависимости от попадания в различные места ракетки, стал вести себя по-разному: при попадании в центр ракетка отбивает согласно углу отражения; дальше от центра происходит рикошет под меньшим углом, а попадание в крайние сегменты приводит к тому, что шарик отскакивает в обратном направлении. Оригинальная игра шла в постоянном темпе, и это Алькорн посчитал скучным. Поэтому он добавил ускорение шарика, чтобы тот со временем двигался всё быстрее и быстрее. Благодаря нововведениям изменился игровой процесс Pong — он стал более ориентированным на стратегию и начал больше напоминать сквош, нежели пинг-понг. В Pong была одна техническая особенность, которая заключалась в том, что ракетки не могли дойти до верхней части экрана. Это было вызвано ограничениями во время проектирования, когда Алькорну пришлось использовать простые микросхемы, но вместо того, чтобы исправить этот недостаток, Алькорн решил, что это должно стать особенностью игры в расчёте на то, что два опытных игрока не смогут играть вечно.
Через три месяца после начала разработки Бушнелл сказал Алькорну, что ему нужно, чтобы в игре были реалистичные звуковые эффекты и ревущая толпа. Дабни хотел, чтобы игра «освистывала» и «шипела» на игрока, когда тот проигрывает раунд. У Алькорна было ограниченное пространство для размещения необходимой электроники, и он не знал, как создавать такие звуки с помощью цифровых схем. После проверки генераторов синхронизации он обнаружил, что они могут генерировать различные по тону звуковые сигналы, и использовал их для воспроизведения звуковых эффектов. Для постройки прототипа Алькорн приобрёл чёрно-белый телевизор Hitachi стоимостью 75 долларов США из местного магазина, разместил его в деревянном шкафу высотой 1,2 метра и припаял провода на подложки для того, чтобы создать необходимую схему. Прототип произвёл на Бушнелла и Дабни сильное впечатление, и они решили проверить его конкурентоспособность.

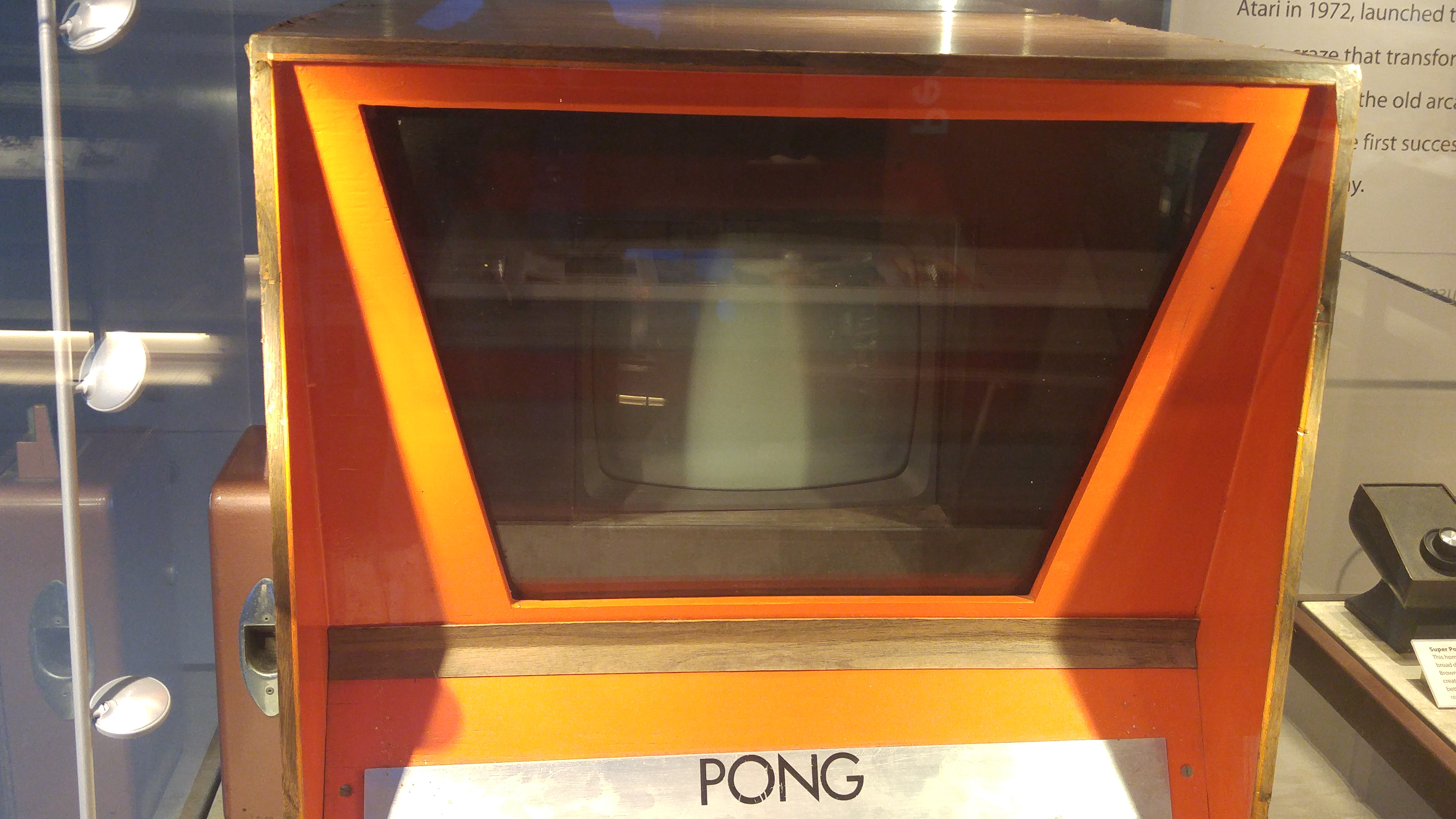
Прототип Pong, который был использован в таверне

В августе 1972 года Бушнелл и Алькорн установили прототип Pong в местном баре, «Таверна Энди Кэппа». Они выбрали этот бар из-за хороших отношений с менеджером бара, Биллом Гаддисом — Atari поставляла Гаддису пинбол-автоматы. Бушнелл и Алькорн поставили прототип на одном из столов рядом с остальными развлекательными машинами — музыкальным автоматом, пинбол-машинами и Computer Space. Игра была хорошо принята в первую ночь, и её популярность продолжала расти в течение следующих полутора недель. Затем Бушнелл отправился в командировку в Чикаго для демонстрации Pong руководителям Bally и Midway Manufacturing — он намеревался использовать Pong для выполнения своего контракта с Bally вместо разработки гоночной игры. Через несколько дней прототип начал испытывать технические проблемы, и Гаддис связался с Алькорном для того, чтобы тот исправил их. При осмотре машины Алькорн обнаружил, что проблема заключалась в монетоприёмнике, который был переполнен четвертаками. Исправление оказалось простым — отсек для монет был заменён на больший.
Узнав об успехе игры, Бушнелл решил, что Atari получит больше прибыли, если будет сама производить игру вместо того, чтобы лицензировать её, но Bally и Midway были уже заинтересованы в выпуске игры. Бушнелл решил проинформировать каждую из двух компаний о том, что другая не проявила к игре должного интереса, дабы сохранить хорошие отношения для будущих сделок. Получив такую информацию, обе компании отказались от его предложения. Однако у самого Бушнелла возникли трудности с поиском финансовой поддержки Pong: банки рассматривали его как вариант пинбола, который в то время общественность связывала с мафией. В конечном итоге Atari получила кредитную линию от Wells Fargo, которая была использована для расширения помещений и размещения сборочной линии. Компания анонсировала Pong 29 ноября 1972 года. Менеджмент искал сборщиков в местном бюро по безработице, но не смог удовлетворить спрос. Первые изготовленные аркадные автоматы собирались очень медленно — около десяти машин в день, многим из которых не удавалось пройти проверку качества. В Atari в конечном счёте упростили процесс и начали производить игру в больших количествах. По словам Алькорна, себестоимость первых автоматов составляла около 500 долларов США, а продавались они по цене около 1200 долларов. К 1973 году Atari начала отправлять Pong в другие страны через иностранных партнёров.

### Домашняя версия

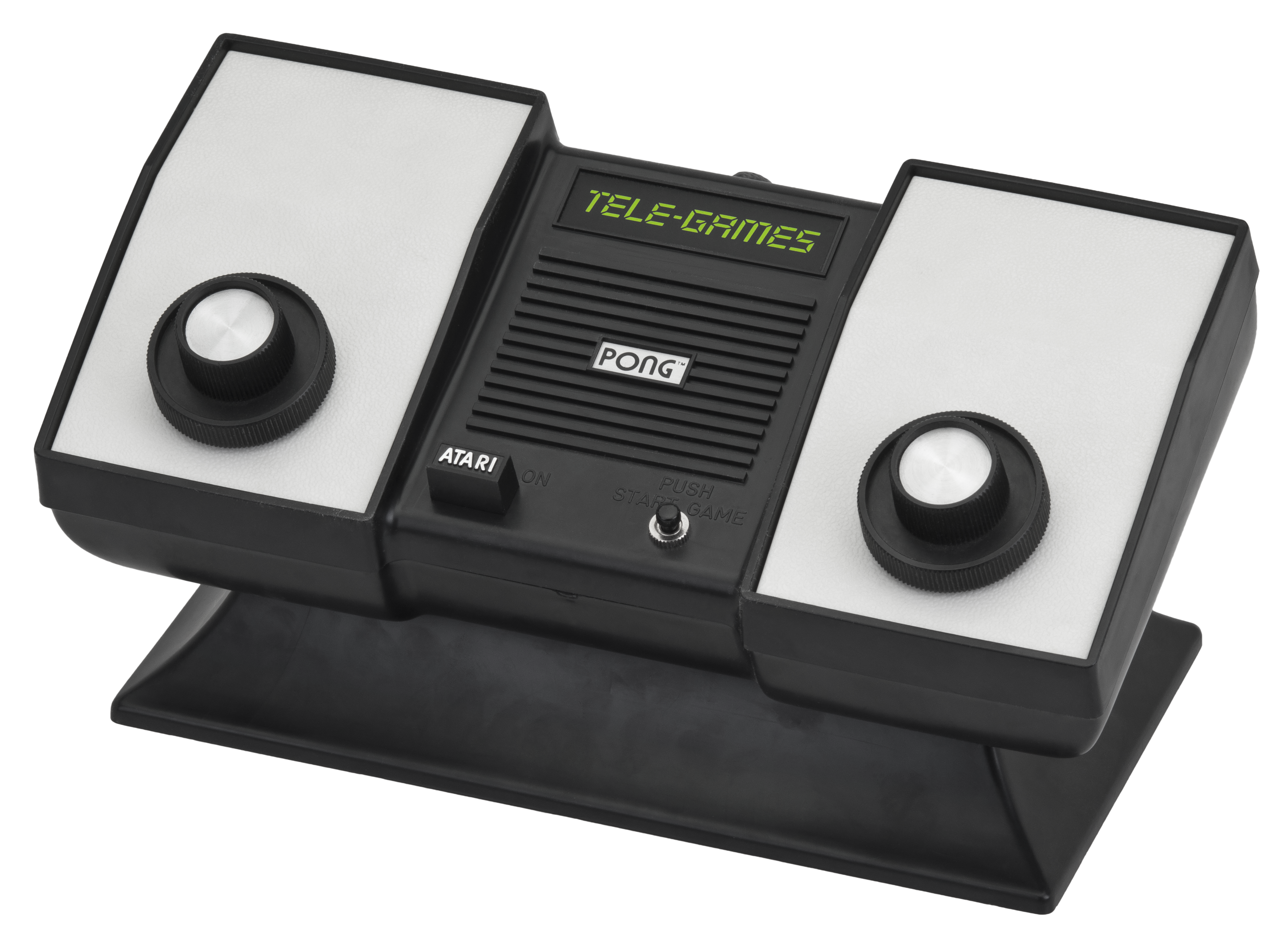
Домашняя версия Pong, изданная под брендом Tele-Games через магазины Sears в 1975 году

После успеха Pong Бушнелл мотивировал своих работников создавать новые продукты. В 1974 году Гарольд Ли, инженер Atari, предложил создать домашнюю версию Pong, которую можно было бы подключить к телевизору — Home Pong. Система начала разрабатываться под кодовым именем Darlene, которое было выбрано в честь сотрудницы Atari. Алькорн работал совместно с Ли над разработкой дизайнов и прототипа и основал их на той же технологии, что была использована в автоматах. Оба работали посменно для экономии времени и денег: Ли работал днём над аппаратной логикой, а Алькорн вечером испытывал её. После того как дизайны были приняты, ещё один инженер Atari, Боб Браун, помог Алькорну и Ли в сборке прототипа, который представлял собой устройство, размещённое на деревянном пьедестале и содержавшее больше ста проводов. Провода позднее были заменены на интегральную схему, разработанную Алькорном и Ли, при этом чип до сборки прототипа ещё не был произведён и испытан. Чип был закончен в конце 1974 года и на то время был самым производительным чипом, использованном в потребительском продукте.
Бушнелл и Джин Липкин, вице-президент Atari по продажам, обращались к продавцам игрушек и электроники с предложениями Home Pong, но получали отказы. Розничные торговцы считали что продукт был слишком дорогим и не мог интересовать покупателей. Atari связалась с Sears, заметив рекламу Magnavox Odyssey в их каталоге в разделе спортивных товаров. Сотрудники Atari обсудили игру с представителем Sears Томом Куинном, который отнёсся к новому продукту с энтузиазмом и предложил компании эксклюзивную сделку. Полагая, что они могут найти более выгодные условия в других местах, руководители Atari отказались и продолжили заниматься поиском контактов с розничными продавцами игрушек. В январе 1975 года сотрудники Atari выставили стенд с Home Pong на ярмарке игрушек в Нью-Йорке, но не смогли добиться заказов, поскольку не знали, что для этого нужно устраивать частные показы.
На шоу представители Atari снова встретились с Куинном и через несколько дней устроили встречу для обсуждения заказа. Для того, чтобы получить разрешение от отдела спортивных товаров, Куинн предложил Atari продемонстрировать игру руководителям Sears в Чикаго. Алкорн и Липкин отправились в «Сирс-тауэр» и, несмотря на технические осложнения из-за антенны на крыше здания, которая транслировала по тому же каналу, что и игра — видеосигнал на телевизор, получили одобрение. Бушнелл сказал Куинну, что он сможет произвести 75 000 единиц товара к рождественскому сезону, но Куинн потребовал удвоить количество. Хотя Бушнелл знал, что у Atari не хватает мощностей на производство 150 000 экземпляров, он согласился. Atari приобрела новую фабрику за счёт средств, полученных с помощью венчурного капиталиста Дона Валентайна. Под руководством Джима Тубба завод выполнил заказ от Sears. Первые выпущенные экземпляры продавались под брендом Sears — Tele-Games. Позже, в 1976 году, Atari выпустила версию уже под своим собственным брендом.

### Судебная тяжба с Magnavox

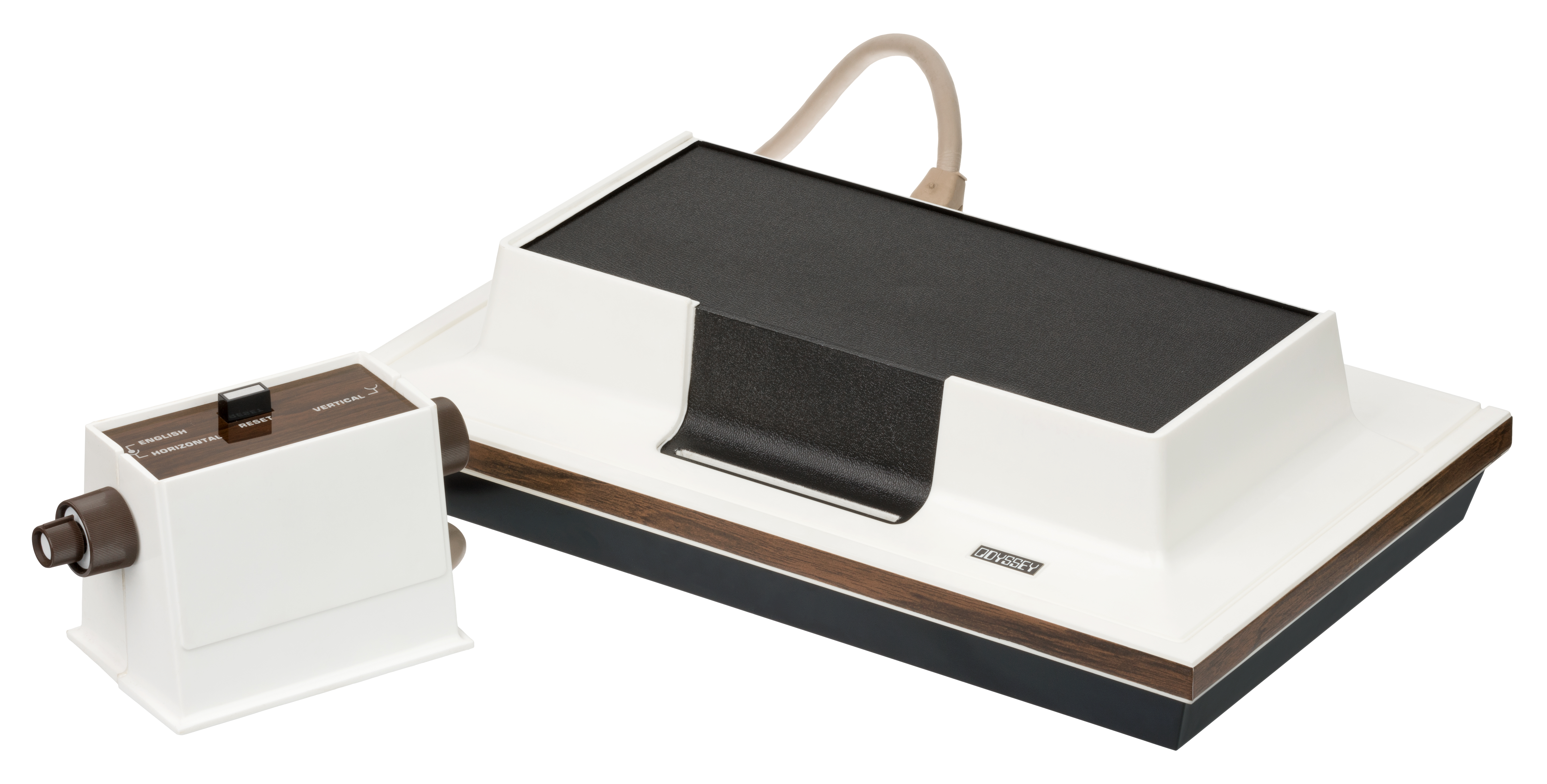
Magnavox Odyssey, разработанная Ральфом Бером, вдохновила создание Pong

Успех Pong привлёк внимание Ральфа Бера, изобретателя приставки Magnavox Odyssey, и его работодателя, Sanders Associates. У Sanders было соглашение с Magnavox о сублицензировании Odyssey, которое также включало обязанности решать дела с нарушением авторских прав. Однако создатели Magnavox не подавали иски против Atari и других компаний, которые выпускали клоны Pong. Sanders продолжили оказывать давление на Бера, и в апреле 1974 года Magnavox подала в суд на компании Atari, Allied Leisure, Bally Midway и Chicago Dynamics. В Magnavox утверждали, что Atari нарушила патенты Бера на концепцию электронного пинг-понга, основываясь на подробных отчётах о разработке Odyssey, которые Sanders Associates сохранили с 1966 года. Другие документы включали показания свидетелей и подписанную гостевую книгу Magnavox Profit Caravan, которые показали, что Бушнелл сыграл в настольный теннис на Odyssey перед изданием Pong. В ответ на утверждения о том что он видел Odyssey, Бушнелл заявил: «я абсолютно точно видел Odyssey, и мне она не показалась очень умной».
После оценки своих возможностей Бушнелл решил урегулировать дело с Magnavox вне суда. Юристы Бушнелла считали, что смогут победить, однако он подсчитал, что судебные издержки составят 1,5 миллионов долларов США, на что у Atari не хватало средств. Magnavox предложила Atari соглашение, по которому та становилась лицензиатом за 700 000 долларов США. Остальные компании, производящие «клоны Pong» — конкуренты Atari — должны были платить роялти. В дополнение Magnavox получила права на продукты Atari, разработанные в течение следующего года. Magnavox продолжила подавать судебные иски на остальные компании, и разбирательства начались после заключения соглашения с Atari в июне 1976 года. Первое дело прослушивалось в окружном суде города Чикаго, где председательствовал судья Джон Грэди. Для того, чтобы избежать получения Magnavox прав на свои продукты, Atari решила отложить их издание на год и скрыла информацию о разработках от юристов Magnavox, которые посещали офисы и заводы Atari.

## Влияние и наследие

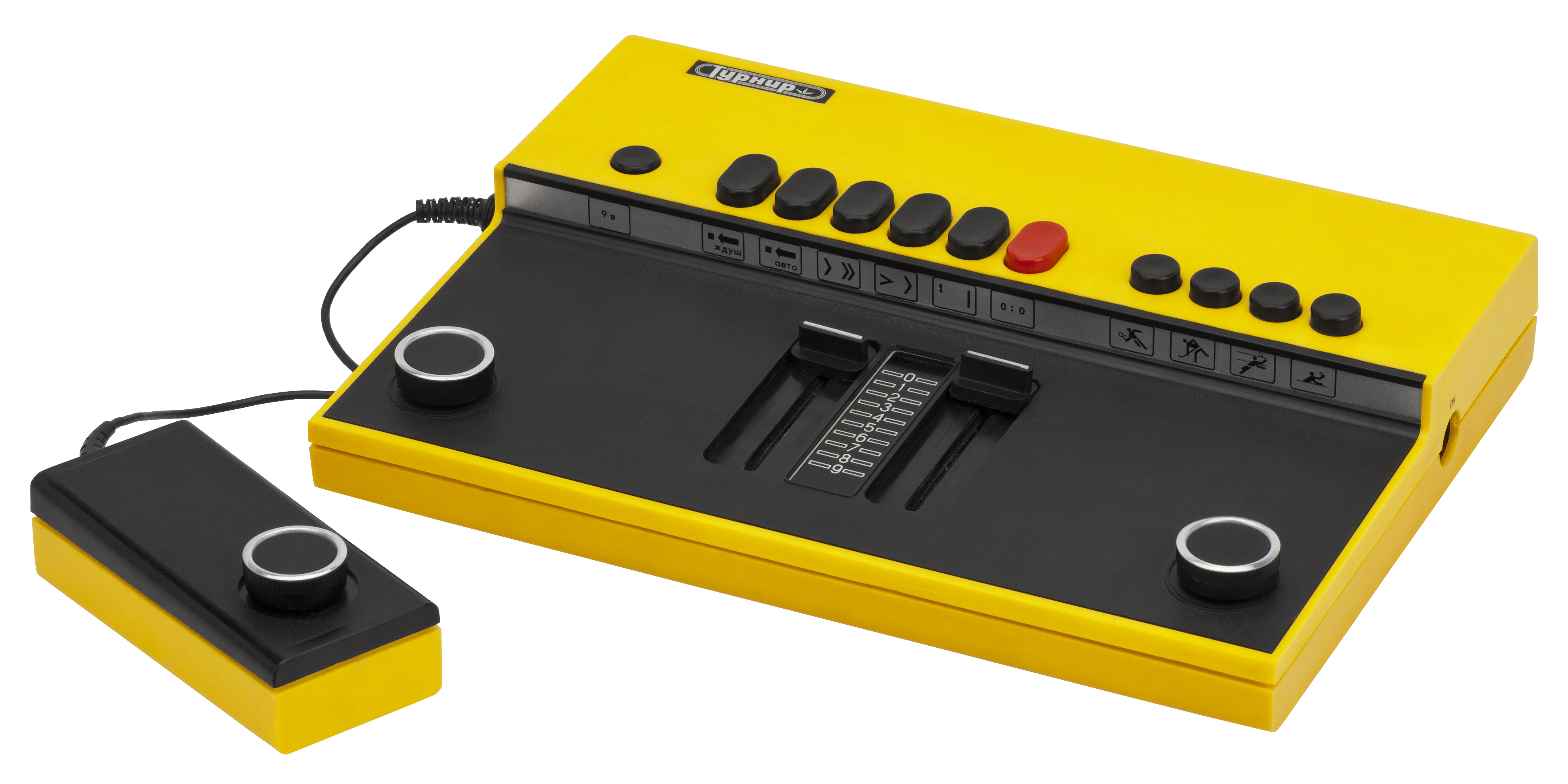
В СССР издавался свой клон Pong в виде телевизионной приставки «Турнир»

Аркадные автоматы Pong, произведённые Atari, пользовались огромным успехом. Прототип был хорошо принят посетителями «Таверны Энди Кэппа» — люди приходили в бар только для того, чтобы сыграть в Pong. После своего выхода автоматы с Pong стабильно приносили в четыре раза больше прибыли, чем другие аркады с монетоприёмниками. Бушнелл подсчитал, что игра зарабатывала по 35–40 долларов США в день, чего, по его словам, он не видел раньше в индустрии вообще. Способность игры к заработку денег привела к увеличению количества заказов. Это обеспечило Atari постоянным источником дохода — компания продавала машины в два-три раза дороже себестоимости. К 1973 году фирма получила 2500 заказов, а к концу 1974 года продала более 8000 автоматов. С тех пор аркадные автоматы с Pong стали предметом коллекционирования, а версия в виде горизонтального стола для коктейлей является наиболее редкой. Вскоре после успешного тестирования автомата в «Таверне Энди Кэппа» представители других компаний стали посещать бар для изучения игры. Аналогичные игры, произведённые такими компаниями как Ramtek и Nutting Associates, появились на рынке спустя три месяца. Atari мало что могла сделать против конкурентов, так как не запатентовала технологии, использованные в игре. Когда компания подала заявку на патенты, осложнения замедлили процесс получения. В результате рынок состоял в основном из «клонов Pong» — писатель Стивен Кент подсчитал, что Atari произвела меньше трети из всех построенных машин. Бушнелл называл конкурентов «шакалами», считая, что они имеют несправедливое преимущество. В качестве способа конкурентной борьбы он избрал создание более инновационных игр и концепций.
Домашняя версия Home Pong, поступившая в ограниченную продажу через магазины Sears, моментально стала очень успешной — практически весь тираж из 150 000 экземпляров был распродан в рождественский сезон 1975 года. Игра стала наиболее успешным продуктом Sears в то время и принесла Atari премию Sears за высокое качество. Подобно аркадной версии, многие компании издали клоны, чтобы извлечь выгоду из успеха домашней консоли, и некоторые из них продолжили выпускать новые игровые приставки и видеоигры. Magnavox переиздала свою систему Odyssey с упрощённым аппаратным обеспечением и новыми возможностями, а позже выпускала обновлённые версии. На рынок вышла компания Coleco, представившая свою приставку Telstar с тремя вариациями Pong, за которой последовали новые модели. Компания Nintendo вышла на рынок с приставками Color TV Game 6 — с шестью вариантами тенниса — в 1977 году и Color TV Game 15 — уже с пятнадцатью — годом позднее. Системы для Nintendo были первыми собственными приставками, до этого она лицензировала Magnavox Odyssey для издания в Японии.

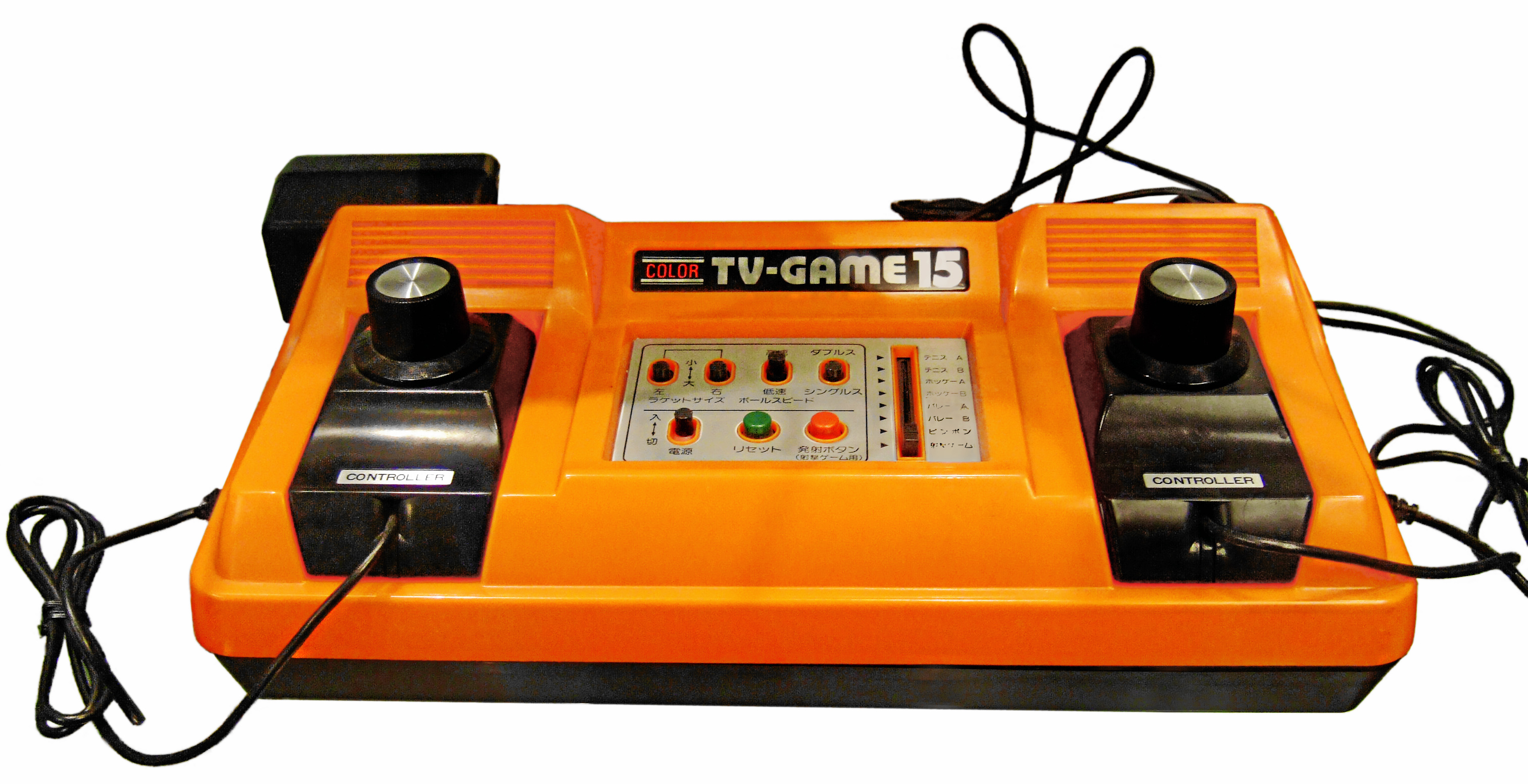
Приставка Color TV Game 15 от Nintendo, которая помогла компании справиться с финансовыми сложностями

Некоторые публикации рассматривают Pong как первое прибыльное предприятие в истории индустрии компьютерных игр. Писатель Дэвид Эллис считает игру краеугольным камнем успеха индустрии, назвав Pong «одной из самых исторически значимых» игр. Стивен Кент приписывает «аркадный феномен» Pong и играм Atari, которые последовали за ним, и считает, что выпуск домашней версии стал успешным началом домашних игровых приставок.
Билл Лоджидик и Мэтт Бартон из Gamasutra назвали выпуск игры Pong рождением новой развлекательной среды и прокомментировали, что её простой и интуитивный геймплей сделал её успешной. В 1996 году журнал Next Generation поставил Pong в список «ста лучших игр за всё время», отметив, что «сотрудники Next Generation проигнорировали большое количество 32-битных игр ради многочасовой игры в Pong».
Entertainment Weekly в 2013 году назвал Pong одной из десяти лучших игр для Atari 2600. Журнал Time в 2016 году поместил Pong на 40-е место в своём рейтинге лучших игр всех времён и сообщил, что эта игра вероятно оказала самое большое влияние на появление видеоигр как общественного явления. По заключению Forbes, c Pong началась индустрия компьютерных игр, а совместно с такими играми, как Asteroids, Space Invaders и Тетрис, Pong стала примером в формирующейся в то время дисциплины интерактивного проектирования. В 2013 году Нью-Йоркский музей современного искусства решил добавить в свою коллекцию Pong — по словам представителей музея, она является примером выдающегося интерактивного дизайна.
Многие компании, которые производили свои версии Pong, в конце концов стали известными в отрасли. Например, Nintendo вышла на рынок видеоигр с помощью клонов Home Pong. Прибыль с продажи своих приставок — каждая из версий продалась количеством более миллиона экземпляров — помогла компании пережить финансовые сложности и побудила её плотнее заняться рынком видеоигр. Увидев успех Pong, компания Konami решила выйти на рынок аркадных автоматов и выпустила свою первую игру, Maze. Её умеренный успех подвиг компанию на разработку других игр. Pong также использовалась для обучения основам языков программирования, таких как Java и C++.
Бушнелл считал, что Pong была особенно важна в своей роли социального лубриканта, так как игра была только многопользовательской и не требовала от игроков использования обеих рук. Он говорил, что «обычным делом было, когда девушка с четвертаком в руке стаскивала парня с барного стула и говорила „я хочу поиграть в Pong, и мне не с кем играть“. Это был такой способ игры, вы сидели плечом к плечу, вы могли разговаривать, вы могли смеяться, вы могли соревноваться друг с другом ... И когда вы становились большими друзьями, вы могли убрать своё пиво и обняться. Вы могли играть левой рукой, если желали. Более того, множество людей подходили ко мне за эти годы и говорили „я встретил свою жену, играя в Pong“, и это приятное достижение».

### Сиквелы и ремейки
Бушнелл считал, что с компаниями-имитаторами лучше всего соперничать путём создания новых, более качественных продуктов, что привело к разработке компанией Atari сиквелов игры в следующие годы после издания оригинала — Pong Doubles, Super Pong, Ultra Pong, Quadrapong и Pin-Pong. В сиквелах была схожая с оригиналом графика, но они добавляли новые игровые элементы. Например, Pong Doubles позволила четырём игрокам соревноваться попарно, а Quadrapong, также изданная компанией Kee Games под названием Elimination, расставила их по одному на каждой стороне четырёхстороннего поля. Бушнелл также создал концепт free-to-play версии Pong для развлечения детей при посещении медицинских учреждений. Вначале он назвал её Snoopy Pong и разукрасил корпус по типу будки Снупи, с самим персонажем сверху, но потом переименовал игру в Puppy Pong и заменил Снупи на другую собаку, чтобы избежать судебного иска. Позднее Бушнелл выставлял игру Puppy Pong в своих ресторанах Chuck E. Cheese’s. В 1976 году Atari выпустила Breakout, однопользовательскую вариацию Pong, где целью игры является отбивание шарика в кирпичи, которые исчезают после попадания по ним. Как и Pong, игра Breakout подверглась клонированию, и вышло множество клонов, которые копировали её игровой процесс, в их числе Arkanoid, Alleyway и Break 'Em All.
Atari переиздала игру на различных платформах. В 1977 году Pong и различные её варианты были представлены в Video Olympics, одной из стартовых игр для приставки Atari 2600. Pong также была включена в сборники на платформах Sega Genesis, PlayStation Portable, Nintendo DS и на персональных компьютерах. Компания Bally Gaming and Systems по заключённому с Atari соглашению разработала версию игры в виде слот-машины. Atari также издала гоночную игру TD Overdrive, которая включала Pong в виде мини-игры на экране загрузки. В 1999 году для персональных компьютеров и приставки PlayStation вышел ремейк игры под названием Pong: The Next Level, который содержал трёхмерную графику и различные внутриигровые бонусы. В 2012 году Atari отпраздновала 40-летие Pong изданием игры Pong World.